# Susanne Moser (Philosophin)
Susanne Moser (* 3. April 1956 in Wien) ist eine österreichische Philosophin und Feministin.

## Leben
Nach absolviertem Wirtschaftsstudium 1978 und mehrjähriger Tätigkeit als Unternehmerin in der Bauwirtschaft begann Moser 1994 ein Philosophiestudium an der Universität Wien, das sie 1998 mit dem Magistergrad abschloss. Gemeinsam mit Yvanka. B. Raynova gründete sie 1999 das Institut für Axiologische Forschungen in Wien und ist seither stellvertretende Direktorin des Instituts, sowie stellvertretende Chefredakteurin der Zeitschrift Labyrinth. An International Journal on Philosophy, Value Theory and Cultural Hermeneutics. 2001 promovierte sie bei Herta Nagl am Institut für Philosophie in Wien mit einer Dissertation über Feministische Beiträge zum Thema Demokratie: Freiheit und Anerkennung bei Simone de Beauvoir.
Moser war Lektorin an verschiedenen österreichischen Universitäten und Fachhochschulen, unter anderem am Institut für Philosophie der Universität Wien, am Institut für Philosophie an der Katholisch-Theologischen Fakultät der Universität Graz (Masterstudiengang Angewandte Ethik), an der Technischen Universität Wien (Masterstudiengang Raumplanung und Raumordnung) sowie an der Fachhochschule Wien der Wirtschaftskammer Wien (Masterstudiengang Organisations- und Personalentwicklung) und der Fachhochschule Wiener Neustadt (Masterstudiengang Wirtschaftsberatung und Unternehmensführung). Im Rahmen des Programms University Meets Public hielt sie Philosophiekurse an mehreren Wiener Volkshochschulen.
Mit ihrem 2002 veröffentlichten Buch Freiheit und Anerkennung bei Simone de Beauvoir erschien erstmals im deutschsprachigen Raum eine ausführliche Untersuchung der Philosophie Simone de Beauvoirs, in der sie die These aufstellte, dass Beauvoirs Werk als Drehpunkt zwischen Moderne und Postmoderne angesehen werden kann. Das Buch erschien 2008 auch in englischer Sprache und wurde durchwegs positiv aufgenommen.
Seit 2010 hat sich Moser zunehmend mit Emotions- und Werteforschung, sowie mit dem Geschlechterverhältnis in religionsphilosophischem Kontext beschäftigt.

## Schriften (Auswahl)
- Säkularismus, Postsäkularismus und die Zukunft der Religionen. Festschrift für Yvanka B. Raynova. (Hrsg. gemeinsam mit Hans-Walter Ruckenbauer). Metzler, Springer, Stuttgart 2022, ISBN 978-3-476-04955-1, doi:10.1007/978-3-476-04955-1
- Freedom and Recognition in the Work of Simone de Beauvoir. Peter Lang, Frankfurt am Main 2008, ISBN 978-3-631-50925-8
- Das integrale und das gebrochene Ganze. Zum 100. Geburtstag von Leo Gabriel. (Hrsg., gemeinsam mit Yvanka B. Raynova). Peter Lang, Frankfurt am Main 2005, ISBN 978-3-631-51254-8
- Simone de Beauvoir: 50 Jahre nach dem 'Anderen Geschlecht'. (Hrsg., gemeinsam mit Yvanka B. Raynova). Peter Lang, Frankfurt am Main 2004, ISBN 978-3-631-50866-4
- Freiheit und Anerkennung bei Simone de Beauvoir. edition discord, Tübingen 2002, ISBN 978-3-89295-727-0 (iaf.ac.at [PDF]).